# ルンバ500シリーズ
ルンバ500シリーズ（英語: Roomba® 500 Series）は、アイロボット（英語: iRobot）が2007年8月22日に発表したロボット掃除機の製品群である。
本体中央のボタン1つを押す設計は、現在のルンバシリーズに通じるデザインの原型となった。ブラシの改良や、コードや絨毯の毛などが本体下部のブラシに絡んだ場合に、ブラシが逆回転して本体が停止することを防ぐ機能の追加、集塵容器の大型化など掃除性能を向上したほか、衝突検出用のバンパーには新たなセンサーが内蔵され、衝突の勢いを抑えることが可能になった。また、音声案内機能も搭載している。なお、後期製品には、最適な行動パターンを選択する高速応答プロセスアイ・アダプト（英語: iAdapt™）や、吸引力やホコリ、ダニの除去効率を高めるエアロバキュ（英語: AeroVac™）集塵容器が搭載された。

## 機種

### 北米地域販売機種
- iRobot Roomba® 510 Vacuum Cleaning Robot, 51001[7]
- iRobot Roomba® 510 Vacuum Cleaning Robot, 51102[8]
- iRobot Roomba® 530 Vacuum Cleaning Robot, 53001[9] - 2007年8月22日発表[1]。
- iRobot Roomba® 530 Vacuum Cleaning Robot, 53101[10]
- iRobot Roomba® 532 Pet Series Vacuum Cleaning Robot, 53201[11] - 2008年9月3日発表[12]。
- iRobot Roomba® 532 Pet Series Vacuum Cleaning Robot, 53301[13]
- iRobot Roomba® 560 Vacuum Cleaning Robot, 56001[14] - 2007年8月22日発表[1]。
- iRobot Roomba® 560 Vacuum Cleaning Robot, 56101[15] - アイ・アダプトを搭載[15]。
- iRobot Roomba® 562 Pet Series Vacuum Cleaning Robot, 56201[16] - 2008年9月3日発表[12]。
- iRobot Roomba® 562 Pet Series Vacuum Cleaning Robot, 56301[17] - アイ・アダプトを搭載[17]。
- iRobot Roomba® 564 Pet Series Vacuum Cleaning Robot, 56402[18] - アイ・アダプト、エアロバキュを搭載[18]。

- iRobot Roomba® 570 Vacuum Cleaning Robot, 57001[19]
- iRobot Roomba® 570 Vacuum Cleaning Robot, 57101[20]
- iRobot Roomba® 572 Pet Series Vacuum Cleaning Robot, 57201[21] - アイ・アダプト、エアロバキュを搭載[21]。
- iRobot Roomba® 580 Vacuum Cleaning Robot, 58001[22]
- iRobot Roomba® 610 Professional Series Vacuum Cleaning Robot, 61001[23] - 2008年9月3日発表[12]。
- iRobot Roomba® 610 Professional Series Vacuum Cleaning Robot, 61101[24]

別売周辺機器
附属品の追加や機能追加のために周辺機器が別売された。
- Virtual Wall® for Roomba® 500 Series, 80101 - 不可視光線により最大8フィートの「見えない壁」で区域を作り出し、その区域内のみを掃除させることができる。
- Compact Virtual Wall®, 88601 - Virtual Wall® for Roomba® 500 Series（80101）の代替品。
- Virtual Wall® Lighthouse™ for Roomba® 500 Series, 80201 - 不可視光線による「見えない壁」で複数の区域を作り出し、その区域ごとに掃除をさせることができる。一部機種に対応。
- Virtual Wall® Lighthouse™ For Roomba® 610 Professional Series Vacuum Cleaning Robot, 81002 - 不可視光線による「見えない壁」で複数の区域を作り出し、その区域ごとに掃除をさせることができる。当初はRoomba® 610 Professional Series向けとされたが、のちにVirtual Wall® Lighthouse™ for Roomba® 500 Series（80201）の互換品としても販売された。
- Auto Virtual Wall®, 88701 - ルンバ本体の電源に連動し、不可視光線により長さ4～7フィートの「見えない壁」で区域を作り出し、その区域内のみを掃除させることができる。一部機種に対応。
- Virtual Halo, 4319194 - ルンバ本体の電源に連動し、不可視光線により直径20インチの「見えない壁」で区域を作り出し、その区域内への侵入を防ぐことができる。一部機種に対応。
- Dual Mode Virtual Wall® Barrier, 4636429 - ルンバ本体の電源に連動し、不可視光線により長さ10フィートもしくは直径4フィートの「見えない壁」で区域を作り出し、その区域内への侵入を防ぐことができる。
- Wireless Command Center for Roomba® 500 Series, 80401 - 遠隔操作に加え、スケジュール機能が追加できる。
- Remote Control, 82201 - 遠隔操作機能が追加できる。
- Wireless Command Center, 21915 - 遠隔操作機能が追加できる。一部機種に対応。

### 日本国内販売機種
アイロボットの輸入総代理店であるセールス・オンデマンドから販売された。「自動掃除機ルンバ 500シリーズ」と称し、エントリーモデル、スタンダードモデルおよびハイエンドモデルに分類されていた。

#### エントリーモデル
- 自動掃除機ルンバ510[39], 51006[40] - コストコ専売製品[39]。ルンバ525がベース[41]。
- 自動掃除機ルンバ525[42], 52506[43] - 2008年（平成20年）11月20日発売[42]。
- 自動掃除機ルンバ527[44], 52706[45] - 2009年（平成21年）9月16日発売、ルンバ525の後継機種[44]。
- ロボット掃除機ルンバ527J, 52744[46] - 2012年（平成24年）12月24日発売、ルンバ527の後継機種[47]。アイ・アダプトを搭載[48]。ルンバ537Jから自動充電機能と附属品を省いた[48]。
- 自動掃除機[49]ルンバ527（木目カラー）, 52783[50] - ディノス専売製品[49]。
- 自動掃除機[51]ルンバ527J（木目タイプ）, 52883[52] - ディノス専売製品[49] - ディノス専売製品[51]。

#### スタンダードモデル
- 自動掃除機ルンバ530, 53006[53] - 2007年（平成19年）10月1日発売[37]。自動掃除機ルンバ（ディスカバリー）の後継機種[54]。
- 自動掃除機ルンバ530J[42], 53070[43] - 2008年（平成20年）11月20日発売[42]。ルンバ530の後継機種[38]。
- ルンバ・H, 53075 - 非売品[40]。
- ルンバ530, 53077[40]
- 自動掃除ロボット[55]ルンバエントリー（ノーブルオレンジ）[40], 53078 - ショップチャンネル専売製品[55]。
- 自動掃除機ルンバエントリー[56], 53079[40][57]
- 自動掃除機ルンバ エントリー2[58]
- 自動掃除機ルンバ530 ピンクリボン モデル, 53080[40] - 2008年（平成20年）8月29日発売、数量限定製品[59]。
- 自動掃除機ルンバ530 ハローキティモデル, 53081[60] - 2008年（平成20年）9月30日発売[61]。セールス・オンデマンドとサンリオとのコラボレーションにより、ルンバ530本体に「ハローキティ」が描かれた数量限定製品で、両社により直販された[61][注 1]。
- 自動掃除機ルンバ530ウォーリーモデル[68], 53082[43] - 2008年（平成20年）11月20日発売、数量限定製品[68]。ルンバ530Jがベース[69]。
- 自動掃除ロボット[55]ルンバ530（ロゼ）[40], 53092 - ショップチャンネル専売製品[55]。
- ロボット掃除機ルンバ530[40]（ベビーリーフ）, 53093[70] - ショップチャンネル専売製品、ルンバ536がベース[70]。
- ロボット掃除機ルンバ530（マゼンタ）[40], 53094[70] - ショップチャンネル専売製品、ルンバ536がベース[70]。
- 自動掃除機[71]ルンバ536, 53606[40] - 2010年（平成22年）4月発売[72]、通信販売店専売製品[73][71]。ルンバ537または537Jがベース[74]。
- 自動掃除機ルンバ537[44], '53706[45] - 2009年（平成21年）9月16日発売、ルンバ530Jの後継機種[44]。
- ルンバ537エントリー（ホワイト）, 53709
- ルンバ537, 537MF - 非売品[40]。
- ルンバ537, 537AT - 非売品[40]。
- ロボット掃除機ルンバ537J, 53744[75] - 2012年（平成24年）2月24日発売、ルンバ537の後継機種[76]。アイ・アダプトを搭載[48]。
- ミッフィーのおそうじロボット ルンバ - フジパンが2012年（平成24年）春に実施した懸賞の景品[77]。ルンバ537Jがベース。
- ロボット掃除機ルンバ537モデル, 53777 - ジャパネットたかた専売製品、アイ・アダプトを搭載[78]。
- 537J-FG, ルンバ537J - 非売品[40]。
- 自動掃除機ルンバ ピンクリボンモデル[79], 53780 - 2009年（平成21年）9月28日発売、数量限定製品[79]。
- 自動掃除機[80]ルンバ537（ハローキティモデル）, 53781[40] - 2009年（平成21年）11月1日発売[80]、セールス・オンデマンドとサンリオとのコラボレーションにより、ルンバ537本体に「ハローキティ」が描かれた数量限定製品で、両社により直販された[81][注 2]。
- 自動掃除機[82]ルンバ537（木目カラー）, 53783[50] - ディノス専売製品[82]。
- 自動掃除機ルンバ ピンクリボンモデル[83], 53784[84] - 2010年（平成22年）9月21日発売、数量限定製品[83]。ルンバ537がベース[74]。
- ロボット掃除機[85]ルンバ537（ロゼ）[40], 53792 - ショップチャンネル専売製品、アイ・アダプトを搭載[85]。
- ロボット掃除機[85]ルンバ537（ネイビー）[40], 53795[85] - ショップチャンネル専売製品、アイ・アダプトを搭載[85]。
- ルンバ538モデル（チェスナット）, 53806 - イオン専売製品で、本体はルンバ537Jの色違い[86]。
- 自動掃除機[87]ルンバ537J（木目タイプ）, 53883[52] - ディノス専売製品、アイ・アダプトを搭載[87]。
- ロボット掃除機ルンバ ピンクリボンモデル[88], 53884[89] - 2012年（平成24年）10月19日発売、ルンバ537Jがベース[88]。
- ルンバ538モデル（ディープレッド）, 53898[40]
- ロボット掃除機ルンバ539, 539 - 2014年発売、ビックカメラ専売製品、アイ・アダプトを搭載[90]。

#### ハイエンドモデル
- 自動掃除機ルンバ570, 57006[53] - 2007年（平成19年）10月1日発売[37]。自動掃除機ルンバ（スケジューラー）の後継機種[54]。
- 自動掃除機ルンバ570J[42], 57080[43] - 2008年（平成20年）11月20日発売[42]。ルンバ570の後継機種[38]。
- 自動掃除機ルンバ570ブラックモデル, 57090[91] - 2008年（平成20年）7月22日発売。ルンバの国内累計販売数5万台突破を記念した数量限定製品[92][93][94]。
- ルンバ・C, 57091[40]
- 自動掃除機ルンバ577[44], 57706[45] - 2009年（平成21年）9月16日発売、ルンバ570Jの後継機種[44]。
- 自動掃除機ルンバ ブラックモデル[95], 57790[96] - 2010年7月1日発売、ルンバ577の色違い、アイロボットストア専売限定製品[97]。
- ルンバ577, 577-FG - 非売品[40]。
- ルンバ・C, 57791[40]
- ルンバ577（ブラックモデル）, 57799[40]

### オーストラリア国内販売機種
アイロボットの代理店であったSalton Australiaは、ルンバ500シリーズのオーストラリアでの発売を2007年10月に発表した。
- Roomba® 530[100] - 2007年10月発表[99]。
- Roomba® 570[101]
- Roomba® 577[102]